# هیپوگلیسمی
کم‌قندِخونی یا هیپوگلیسِمی (به انگیسی:Hypoglycemia) (به فرانسوی: hypoglycémie) به افتِ قند خون به زیر شصت (میلی‌گرم بر دسی‌لیتر) گفته می‌شود.

## علائم هیپوگلیسمی
علائم هیپوگلیسمی عبارت‌اند از: احساس ضعف یا گرسنگی، پرش عضلانی، رنگ‌پریدگی، عرق سرد، تپش قلب، سرگیجه، گیجی، خواب‌آلودگی. در صورتی که به این علائم توجه نشود و عوارض ادامه پیدا کند، نهایتاً باعث بیهوشی، تشنج و مرگ می‌شود.
در برخی موارد شخصی که دچار هیپوگلیسِمی شده به دلیل از بین رفتن بیش از حد گلوکز از جریان خون دچار اختلال عصبی و تغییر در رفتار می‌شود به‌طوری که شخص کنترل هیچ‌یک ار رفتارهای خود را ندارد، نحوه رفتار هر شخص در هنگام کم‌قندخونی با توجه به شرایط، مکان و رفتار اطرافیان متفاوت است، توصیه می‌شود اطرافیان در مواجه با چنین موقعیتی آرامش خود را حفظ کنند.

## از بین رفتن علائم
در برخی موارد گزارش شده بیماران هنگام افتِ قند خون به زیر شصت میلی‌گرم بر دسی‌لیتر دچار هیچ علامتی نمی‌شوند، این مشکل به دلیل تکرر موقعیت‌ها در پائین بودن قند خون است که با بالا نگه داشتن میزان قند خون در طی مدتی علائم مجدداً باز می‌گرددند.

## درمان حملات پایین افتادن قند خون (هیپوگلیسمی)
درمان مناسب حملات هیپوگلیسمی در موارد اورژانس و اگر بیمار هنوز هوشیار است در دهان گذاشتن دو قاشق شکر یا محلول آن در آب است. در صورتی که بیمار هوشیاری خود را از دست داده باید مقدار ده میلی‌لیتر گلوکز درون رگ تزریق گردد. در موارد غیر اورژانس مصرف کربوهیدرات‌های ساده و با جذب سریع است که به سرعت تبدیل به قند (گلوکز) شده و جذب خون می‌گردند. از جمله این انتخاب‌های مناسب می‌توان به حبه قند، آب میوه و نوشابه گازدار اشاره کرد. مصرف شکلات یا بیسکویت مناسب نیست چون این غذاها حاوی چربی فراوان هستند که باعث دیر جذب شدن قند موجود در آن‌ها می‌شود. نکته قابل ذکر دیگر رعایت تعادل در مصرف غذاهای شیرین هنگام هیپوگلیسمی است زیرا مصرف بیش از حد و پشت سرهم این غذاها باعث بالا رفتن قند خون می‌شود.
بهترین کار این است که مقدار مناسبی از این غذاها (۵–۴ حبه قند یا یک لیوان آب میوه یا نوشابه) خورده شود و اگر پس از گذشت ۱۵ دقیقه هنوز علائم هیپوگلیسمی باقی‌مانده بود همین تعداد دوباره مصرف شود.

## پیشگیری
- همیشه وعده‌های غذایی و میان‌وعده‌های خود را به موقع و به میزان لازم صرف کنند.
- داروهای مصرفی به‌خصوص انسولین و قرصهای گلیبنکلامید و کلرپروپامید را سر وقت فقط به میزان تجویز شده مصرف کنند.
- در هنگام ورزش و فعالیت بدنی از مواد غذایی اضافی استفاده کنند و از تزریق انسولین در ماهیچه‌های فعال حین ورزش خودداری کنند.
- تمام علایم هشدار دهنده افت قند خون را به خوبی بشناسند.
- همیشه مواد قندی به همراه داشته باشند و به محض بروز علایم هیپوگلیسمی، بسرعت درمان را شروع کنند.
- از مصرف الکل (به‌خصوص با معده خالی) بپرهیزند.